# Arthur Kane
Arthur Kane, rodným jménem Arthur Harold Kane Jr. (3. února 1949, New York – 13. července 2004, Los Angeles) byl americký hudebník, nejvíce známý jako baskytarista skupiny New York Dolls.

## Hudební kariéra
Svou kariéru zahájil jako člen skupiny Actress, ve které mimo něj působili ještě Johnny Thunders, Rick Rivets a Billy Murcia. Později spolu s Thundersem, Murciou, Davidem Johansenem a Sylvainem Sylvainem založil skupinu New York Dolls. Po rozpadu skupiny v roce 1975 Kane hrál například se Sidem Viciousem a Blackiem Lawlessem.
Roku 2004 byla obnovena skupina New York Dolls a v její sestavě byl i Kane. Dne 13. července 2004, několik dní po reunionovém koncertu skupiny, Kane oznámil lékařům, že se necítí dobře. Lékaři mu diagnostikovali leukemii a on po dvou hodinách ve věku pětapadesáti let zemřel. V roce 2006 byl o něm natočen dokumentární film New York Doll; rovněž napsal autobiografii nazvanou I, Doll.